# ويليام الثاني، كونت هولندا
ويليام الثاني من هولندا (فبراير 1227 – 28 يناير 1256) كان كونت مقاطعة هولندا وزيلند (1234–56). وتم انتخابه قائمة ملوك ألمانيا في 1247 وظل ملكاً حتى وفاته.

## روابط خارجية
- ويليام الثاني، كونت هولندا على موقع الموسوعة البريطانية (الإنجليزية)
- ويليام الثاني، كونت هولندا على موقع الموسوعة البريطانية (الإنجليزية)